# Kerkgebouw Gereformeerde Gemeenten (Aalst)

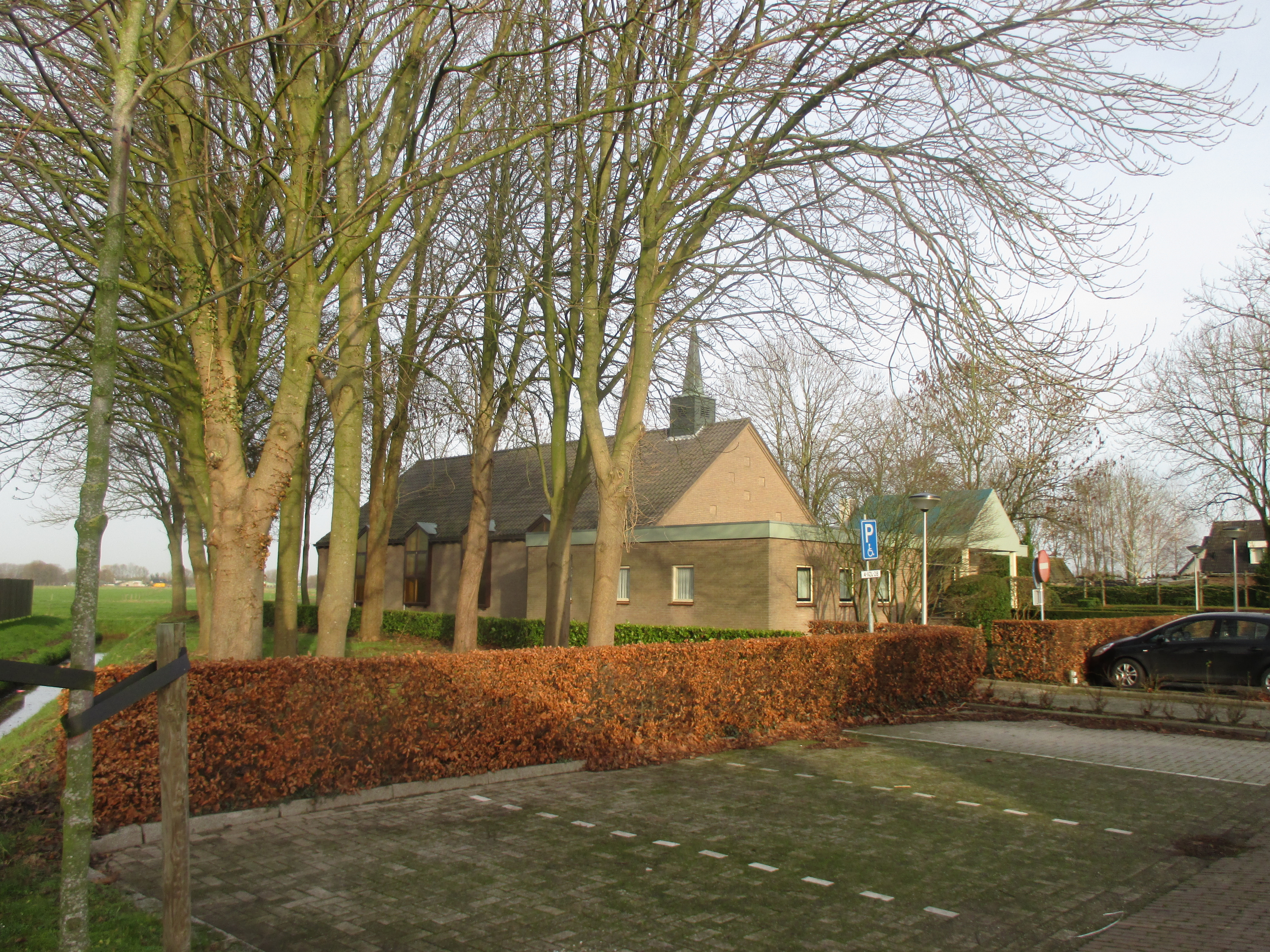

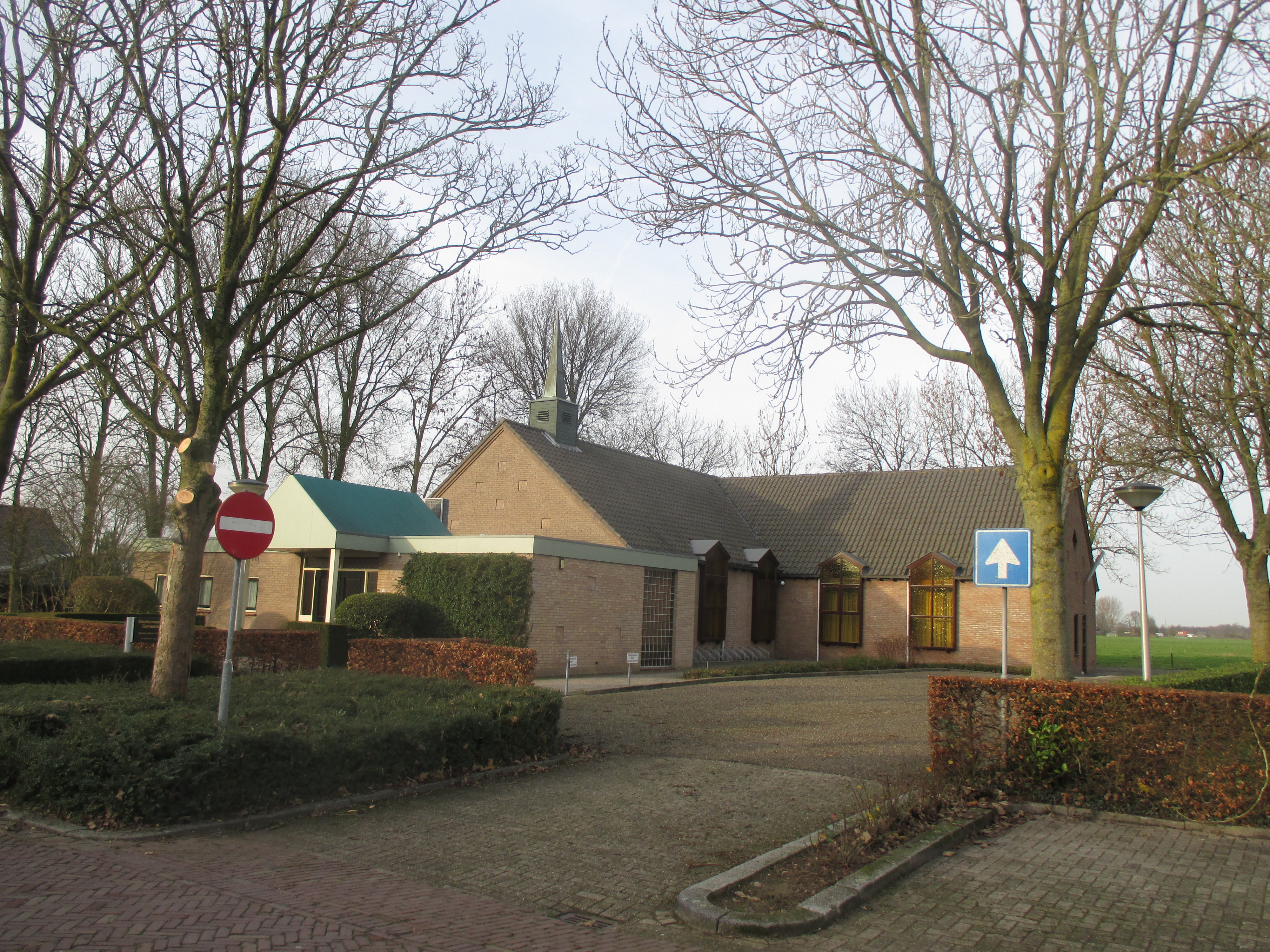

De kerk van de Gereformeerde Gemeenten is een kerkgebouw te Aalst in de Nederlandse provincie Gelderland. De kerk is gelegen aan Prins Hendrikstraat 13.

## Geschiedenis
De Gereformeerde Gemeente van Aalst ontstond in 1922 en gekerkt werd aan Maasdijk 126. Het betrof een eenvoudig gebouw met zadeldak, met rondbogige vensters. Dit gebouw werd in 1974 verlaten, om vervolgens tot woonhuis te worden verbouwd.
Het nieuwe kerkgebouw werd toen betrokken, nog uitgebreid in 1985 tot 224 zitplaatsen. In 2004 werd een nieuw orgel geplaatst, afkomstig uit Engeland en daar in 1876 gebouwd door Henry Willis.
Van 2004 tot 2022 werd het kerkgebouw ook (tijdelijk) gebruikt door de Hersteld Hervormde Kerk, aangezien deze gemeente toen nog niet over een eigen kerkgebouw beschikte.
Het betreft een bakstenen gebouw met zadeldak, met vooruitspringende zijvensters en een dakruiter in de vorm van een vierhoekig torentje met hoge naaldspits.